# 宮下遥
宮下 遥（みやした はるか、1994年9月1日 - ）は、日本の元女子バレーボール選手である。

## 来歴
三重県桑名市出身。2人姉妹の長女。小学1年生（6歳）のとき、母の影響でバレーボールを始めた。
小学生の頃はアウトサイドヒッターとしてプレーしており、6年生のときには既に170cmを超える長身だった。
大阪国際大和田中学校入学後、岡山シーガルズの監督であり同校の総監督でもある河本昭義の勧めでセッターへと転向した。
2009年5月、中学3年生のときに岡山シーガルズに選手登録され、この年の第58回黒鷲旗全日本男女選抜バレーボール大会において、14歳8ヶ月での初出場を記録。Vリーグ史上最年少出場記録であった。
2009年11月28日、グリーンアリーナ神戸で開催された久光製薬スプリングスとのVプレミアリーグ開幕戦において途中出場を記録。15歳2ヶ月でプレミアデビューを果たすと同時に、これまでのVプレミアリーグ史上最年少出場記録であった堀口夏実（元 岡山シーガルズ）の15歳4ヶ月を2ヶ月更新した。河本は「間違いなく全日本級のセッター」と太鼓判を押している。
2010年3月23日、2010年度全日本女子（現・日本代表）登録メンバー33名の内の1人に選ばれた。15歳での代表入りは2004年の狩野舞子以来の史上4人目。セッターに限れば、1980年の中田久美以来、30年ぶりの選出となった。同年9月、第2回アジアカップに全日本B代表として出場した。
2010年に大阪国際滝井高校に進学するが、高校とクラブの二重登録が不可能であるため、高校のチームに選手として所属することはなかった。
2011/12Vプレミアリーグではスターティングメンバーに定着し、シーズンを通して活躍。8位に終わった昨シーズンから躍進し、このシーズンを4位で終えた。
2012年4月18日、ロンドンオリンピック世界最終予選兼アジア予選に出場する全日本代表登録メンバーに、デンソーエアリービーズの大竹里歩、東レアローズの浜口華菜里らと共に追加登録された。
2013年3月、大阪国際滝井高校を卒業。同年8月、WGP2013のタイ代表戦で全日本A代表デビューし、このゲームを白星で飾った。
2013/14Vプレミアリーグでは、所属する岡山シーガルズの史上最高位更新（2位）に貢献。自身も敢闘賞・ベスト6を受賞。
2013年8〜9月、ワールドグランプリで全日本のセッターとして本格的なデビューを果たした。これまで全日本の正セッターを務め、ロンドンオリンピックでの銅メダル獲得に貢献した竹下佳江の引退後、「全日本の若き司令塔」と大きな期待を受け、「セッターが変わったから日本が弱くなったと言われるのが怖い」と慄いていた宮下だったが、今大会の決勝ラウンド初日には「MIP賞（もっとも印象的な選手）」を受賞するほどの活躍を見せた。札幌でのファイナルラウンドでは5試合中1勝4敗とチームとしては振るわなかったものの、今大会中に19歳の誕生日を迎えた宮下は、巧みなトスで世界を相手に奮闘した。宮下の活躍には敵将も称賛し、アメリカ代表監督のカーチ・キライは「非常に素晴らしい選手が出てきた。」とコメントし、ブラジル代表監督のジョゼ・ギマラエスは「必ずトップレベルの選手になるだろう。」と褒め称えた。
2014年6月26日、2014年度「Project CORE」メンバー8名に選出された。
2016年のリオデジャネイロオリンピックに正セッターとして出場。
2016/17Vプレミアリーグで岡山シーガルズは初となる降格を喫した。
2017年6月15日、全日本代表のエントリーメンバー18名に選出された。
2018年、全日本の中田久美監督就任2年目。正セッター不在と呼べる状況の中、宮下の招集は見送られた。
2018年5月5日、第67回黒鷲旗の大会来場者による投票で選ばれる『あなたが選ぶNEXT6（大会出場チームであなたが選ぶ次代を担う選手）』で4位に選ばれた。
2019年4月6日、2018-19 V.LEAGUEオールスターゲーム 女子大会に山口舞、丸山亜季らと共に選出。
2019年4月1日、2019年度女子日本代表チームに選出され、2017年以来約2年ぶりに日本代表へ復帰した。
2019年10月20日、SAGAサンライズパーク体育館で開催された2019-20 V.LEAGUE DIVISION1 WOMENの日立リヴァーレ戦においてVリーグ通算230試合出場を達成。史上最年少の25歳1ヶ月で「Vリーグ栄誉賞」を受賞した。この日の試合の後には宮下の受賞を祝うセレモニーが催され、「岡山県バレーボール協会」や「シーガルズを応援する高梁有志の会」らから花束が贈呈された。宮下は涙を浮かべながらそれを受け取り、「ここまで頑張ってこられたのもたくさんの方の支えや応援があったから。このチームで最高の思いができるよう最後まで私らしく全力で頑張ります。」と話した。
2020年4月3日、岡山県が岡山ゆかりのアスリートを支援する「オリンピアン・パラリンピアン育成事業」の強化指定選手に選出。
2022年、日本代表に再び選ばれ、ネーションズリーグ予選ラウンドの第2週・フィリピンラウンドに出場した。
2024年4月26日、5月に開催される黒鷲旗全日本選抜大会を最後に現役を引退することがシーガルズより発表された。黒鷲旗では決勝戦でデンソーを下し、自身のバレーボール人生で初めての日本一を達成、MVPにあたる黒鷲賞とベスト6の個人賞を獲得し有終の美を飾った。
2025年5月、ヴィアティン三重バレーボール事業部バイスディレクターに就任。

## プレースタイル
- 岡山シーガルズ監督の河本昭義は、「シーソーゲームのさなかに来る生きたボール、悪球をさばくときの精度が高い。」とコメントしている[28]。

## 人物・エピソード
- Vリーグ初出場となったグリーンアリーナ神戸の久光製薬戦で、プレー中に味方選手と交錯し前歯2本を折るアクシデントに見舞われたが、気丈にもプレーを継続した。
- バドミントン世界女王の奥原希望ら、1994年生まれのアスリート複数人からなる「94年会」というLINEグループに参加し、交流を深めている[29]。

## 所属チーム
- 桑名市立城南小学校（内部JVC）[2]
- 大阪国際大和田中学校[2]
- 大阪国際滝井高等学校（未入部）
- 岡山シーガルズ #14（2009-2024年）

## 球歴
- 日本代表（2010-2017年、2019-2022年）
- 三大大会
  - 2014年 世界選手権：7位
  - 2015年 ワールドカップ：5位
  - 2016年 オリンピック：5位
- その他大会
  - 2013年 バレーボールアジア選手権：銀メダル
  - 2014年 ワールドグランプリ：銀メダル
  - 2022年 ネーションズリーグ：7位

## 受賞歴
- 2010年 第59回黒鷲旗大会：若鷲賞（新人賞）
- 2014年 2013/14Vプレミアリーグ：敢闘賞 / ベスト6
- 2016年 岡山県スポーツ特別顕彰[30]
- 2024年 第72回黒鷲旗大会：黒鷲賞（MVP）、ベスト6

## 個人成績
V.LEAGUEの個人成績は下記の通り。
| 大会         | チーム       | 出場     | 出場        | アタック | アタック | アタック | アタック | バックアタック | バックアタック | バックアタック | バックアタック | アタック 決定本数 | ブロック | ブロック       | サーブ | サーブ         | サーブ   | サーブ | サーブ | サーブ   | サーブレシーブ | サーブレシーブ | サーブレシーブ | サーブレシーブ | 総得点      | 総得点      | 総得点   | 総得点      |
| ------------ | ------------ | -------- | ----------- | -------- | -------- | -------- | -------- | -------------- | -------------- | -------------- | -------------- | ----------------- | -------- | -------------- | ------ | -------------- | -------- | ------ | ------ | -------- | -------------- | -------------- | -------------- | -------------- | ----------- | ----------- | -------- | ----------- |
| 大会         | チーム       | 試 合 数 | セ ッ ト 数 | 打 数    | 得 点    | 失 点    | 決 定 率 | 打 数          | 得 点          | 失 点          | 決 定 率       | セ ッ ト 平 均    | 得 点    | セ ッ ト 平 均 | 打 数  | ノ 丨 タ ッ チ | エ 丨 ス | 失 点  | 効 果  | 効 果 率 | 受 数          | 成 功 ・ 優    | 成 功 ・ 良    | 成 功 率       | ア タ ッ ク | ブ ロ ッ ク | サ 丨 ブ | 得 点 合 計 |
| V1 2020-21   | 岡山         | 24       | 68          | 17       | 7        | 1        | 41.2     | 0              | 0              | 0              | -              | 0.10              | 13       | 0.19           | 205    | 1              | 3        | 6      | 44     | 6.6      | 5              | 0              | 0              | 0.0            | 7           | 13          | 4        | 24          |
| V1 2019-20   | 岡山         | 26       | 93          | 15       | 6        | 1        | 40.0     | 0              | 0              | 0              | -              | 0.06              | 12       | 0.13           | 269    | 1              | 7        | 12     | 73     | 8.6      | 7              | 1              | 2              | 28.6           | 6           | 12          | 8        | 26          |
| V1 2018-19   | 岡山         | 22       | 85          | 53       | 17       | 6        | 32.1     | 1              | 0              | 0              | 0.0            | 0.20              | 19       | 0.22           | 333    | 2              | 3        | 9      | 86     | 7.3      | 13             | 2              | 2              | 23.1           | 17          | 19          | 5        | 41          |
| V2 2017-18   | 岡山         | 18       | 55          | 23       | 7        | 3        | 30.4     | 0              | 0              | 0              | -              | 0.13              | 18       | 0.33           | 211    | 2              | 11       | 10     | 73     | 13.6     | 1              | 0              | 0              | 0.0            | 7           | 18          | 13       | 38          |
| V1 2016-17   | 岡山         | 21       | 76          | 34       | 16       | 0        | 47.1     | 0              | 0              | 0              | -              | 0.21              | 21       | 0.28           | 313    | 0              | 5        | 10     | 125    | 11.3     | 3              | 1              | 0              | 33.3           | 16          | 21          | 5        | 42          |
| CM 2016-17   | 岡山         | 2        | 7           | 6        | 5        | 0        | 83.3     | 0              | 0              | 0              | -              | 0.71              | 2        | 0.29           | 25     | 0              | 0        | 0      | 15     | 15.0     | 1              | 0              | 0              | 0.0            | 5           | 2           | 0        | 7           |
| V1 2015-16   | 岡山         | 26       | 105         | 53       | 25       | 2        | 47.2     | 2              | 1              | 0              | 50.0           | 0.24              | 19       | 0.18           | 399    | 4              | 8        | 12     | 153    | 12.2     | 5              | 0              | 0              | 0.0            | 25          | 19          | 12       | 56          |
| V1 2014-15   | 岡山         | 26       | 98          | 50       | 26       | 1        | 52.0     | 2              | 1              | 0              | 50.0           | 0.27              | 21       | 0.21           | 389    | 0              | 3        | 13     | 126    | 8.7      | 6              | 2              | 0              | 33.3           | 26          | 21          | 3        | 50          |
| V1 2013-14   | 岡山         | 32       | 121         | 57       | 24       | 2        | 42.1     | 1              | 0              | 0              | 0.0            | 0.20              | 49       | 0.40           | 478    | 1              | 9        | 11     | 172    | 10.7     | 6              | 0              | 0              | 0.0            | 24          | 49          | 10       | 8           |
| V1 2012-13   | 岡山         | 32       | 131         | 52       | 30       | 1        | 57.7     | 1              | 0              | 0              | 0.0            | 0.23              | 56       | 0.43           | 393    | 0              | 6        | 9      | 129    | 9.4      | 7              | 3              | 0              | 42.9           | 30          | 56          | 6        | 92          |
| V1 2011-12   | 岡山         | 25       | 98          | 47       | 22       | 1        | 46.8     | 1              | 0              | 0              | 0.0            | 0.22              | 32       | 0.33           | 370    | 3              | 12       | 21     | 118    | 11.4     | 1              | 0              | 0              | 0.0            | 22          | 32          | 15       | 69          |
| V1 2010-11   | 岡山         | 26       | 79          | 13       | 6        | 1        | 46.2     | 0              | 0              | 0              | -              | 0.08              | 6        | 0.08           | 126    | 1              | 2        | 12     | 38     | 9.6      | 7              | 1              | 0              | 14.3           | 6           | 6           | 3        | 15          |
| V1 2009-10   | 岡山         | 24       | 60          | 1        | 0        | 0        | 0.0      | 0              | 0              | 0              | -              | -                 | 3        | 0.05           | 56     | 0              | 3        | 5      | 15     | 11.0     | 16             | 5              | 0              | 31.2           | 0           | 3           | 3        | 6           |
| 通算：13大会 | 通算：13大会 | 310      | 1076        | 421      | 191      | 19       | 45.4     | 8              | 2              | 0              | 25.0           | 0.18              | 271      | 0.25           | 3567   | 15             | 72       | 130    | 1167   | 9.7      | 78             | 15             | 4              | 21.8           | 191         | 271         | 87       | 549         |

## 出演

### YouTube
岡山シーガルズ 
- 新シーズンに向けてファンの皆様へ（2020年06月09日）
- カモメ流ストレッチ道場スペシャル版！#7（2020年04月03日）
- 【2019-20 V.LEAGUE DIVISION1 WOMEN】1月26日（日）ファイナル 対JTマーヴェラス戦 試合後インタビュー【#14宮下 遥選手・#18金田 修佳選手】（2020年01月26日）
- 【2019-20 V.LEAGUE DIVISION1 WOMEN】12月8日（日）岡山大会試合後インタビュー トヨタ車体クインシーズ戦を終えて【#14宮下 遥選手・#5宇賀神 みずき選手】（2019年12月08日）
- 【2019-20 V.LEAGUE DIVISION1 WOMEN】10月26日高梁大会 試合後インタビュー【#14宮下 遥選手・#6渡邊 真恵選手】（2019年10月26日）
- 【2018-19V.LEAGUE】タイ王国ケーブルテレビ局 試合放送告知【DIVISION1】（2018年12月30日）
- 【2018-19V.LEAGUE DIVISION1】2018/12/2深谷大会 試合後インタビュー【#14宮下 遥選手】（2018年12月21日）
- 【2018 19V LEAGUE Division1V1】#14宮下 遥【岡山大会11月開催】（2018年12月21日）

 ksb5ch 
- 岡山シーガルズ V1リーグ準優勝を知事に報告「良い自信をつけながら戦えた」（2020年01月30日）

### CS放送
GAORA 
- 『心つなげ！岡山シーガルズ』第31回放送（2020年7月20日放送）[32]
- 『心つなげ！岡山シーガルズ』第30回放送（2020年5月18日放送）[33]